# Johann Anderson

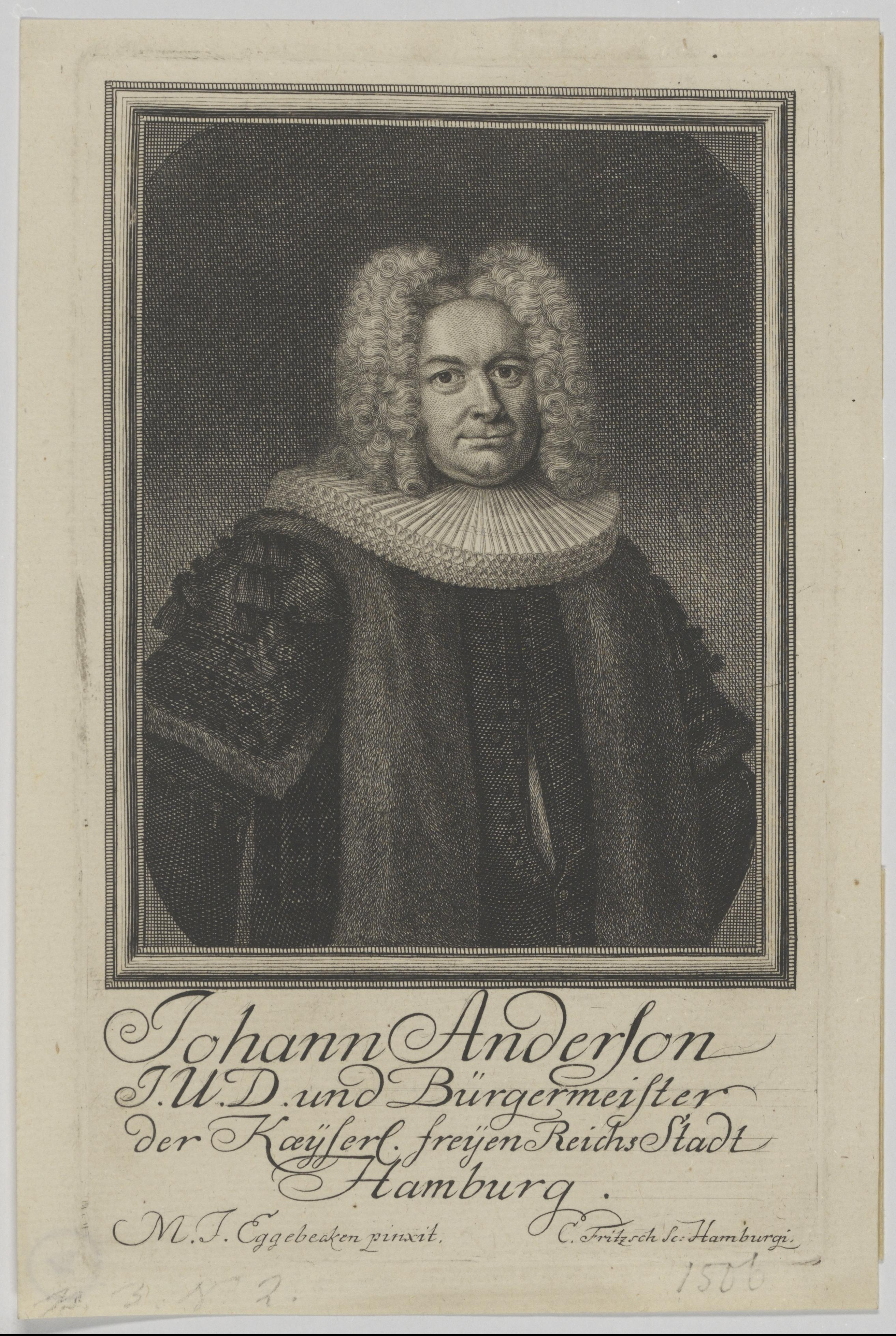
Kupferstich Johann Andersons von Christian Fritzsch.

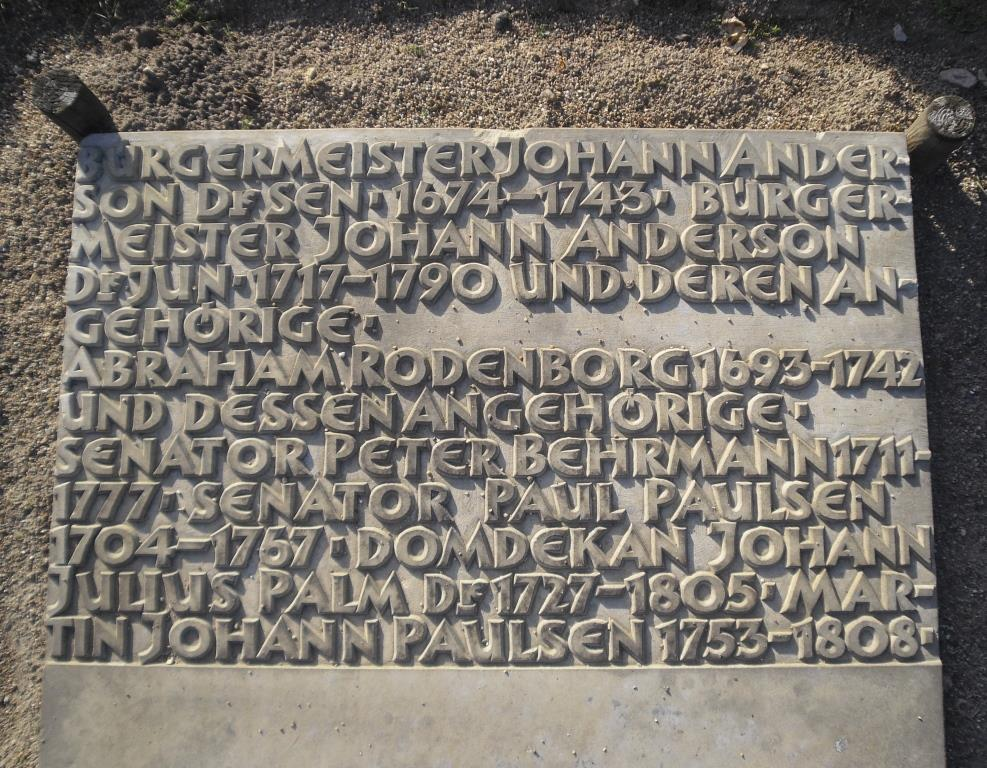
Erinnerung an Johann Anderson auf dem Althamburgischen Gedächtnisfriedhof (Ohlsdorfer Friedhof)

Johann Anderson (* 14. März 1674 in Hamburg; † 3. Mai 1743 ebenda) war ein deutscher Jurist, Hamburger Bürgermeister sowie Natur- und Sprachforscher. Sein Kürzel als Biologe ist Ander.

## Leben
Johann Anderson, der Sohn des Hamburger Kaufmanns und Walfangreeders Ammon Anderson, studierte ab 1694 Rechtswissenschaften zunächst in Leipzig, zwischen 1695 und 1697 dann in Halle und promovierte in Leyden zum Doctor iuris utriusque. Der Titel seiner Dissertation war De iuramento Zenoniano. 
Neben seinem Studium der Rechtswissenschaften hatte Anderson sich mit den Naturwissenschaften beschäftigt, insbesondere durch Bekanntschaften wie mit dem Niederländer Antoni van Leeuwenhoek. 
Anderson kehrte Ende August 1697 nach Hamburg zurück, um dort zunächst als Rechtsanwalt zu arbeiten. 1702 wurde er Ratssekretär, 1708 Syndikus. In dieser Tätigkeit verhandelte er mit einem Vertreter der Briten über einen Vertrag, der die Gleichstellung von Salzheringen unterschiedlicher Herkunft in Hamburg bewirkte. Vom 5. Februar 1723 bis zu seinem Tod war Anderson Bürgermeister der Stadt Hamburg.
Am 11. Januar 1731 wurde er mit dem akademischen Beinamen Marcus Cato zum ordentlichen Mitglied (Matrikel-Nr. 420) der Kaiserlich Leopoldinisch-Carolinischen Akademie der Naturforscher gewählt. 
Anderson sammelte Literatur, insbesondere über Island und Grönland sowie über die Fisch- und Walfanggebiete im Nordatlantik. Posthum erschien 1746 sein Werk Nachrichten von Island, Grönland und der Straße Davis, das sich mit den Lebensbedingungen in Island und Grönland beschäftigt und das in mehrere Sprachen übersetzt wurde. Dieses Werk verfasste Anderson, der selbst nie in Island oder Grönland gewesen war, neben seinem wissenschaftlichen Interesse auch, um zum wirtschaftlichen Fortkommen Hamburgs beizutragen. Im Anhang des Werkes findet sich eine Beschreibung der Grammatik und des Wortschatzes, die von den Inuit in Grönland verwendet wurden. Im Werk selbst findet sich unter anderem eine wissenschaftlich bedeutsame Abhandlung zur Heringswanderung, die als Polarstamm-Theorie international Verbreitung fand.
Johann Anderson war verheiratet mit Margaretha von Lengerke, Tochter des Hamburger Bürgermeisters Peter von Lengerke. Sie hatten einen gleichnamigen Sohn, den Rechtswissenschaftler Johann Anderson junior (1717–1790), der zwischen 1783 und 1790 ebenfalls Hamburger Bürgermeister war. Der Enkel Christian Daniel Anderson (1753–1826) war gleichfalls Jurist und Ratssekretär in Hamburg.

## Schriften
- De iuramento Zenoniano. 1697 (Dissertation).
- Nachrichten von Island, Grönland und der Straße Davis, zum wahren Nutzen der Wissenschaften und der Handlung. Georg Christian Grund, Hamburg 1746 (Digitalisat in der World Digital Library).

## Zeichnungen

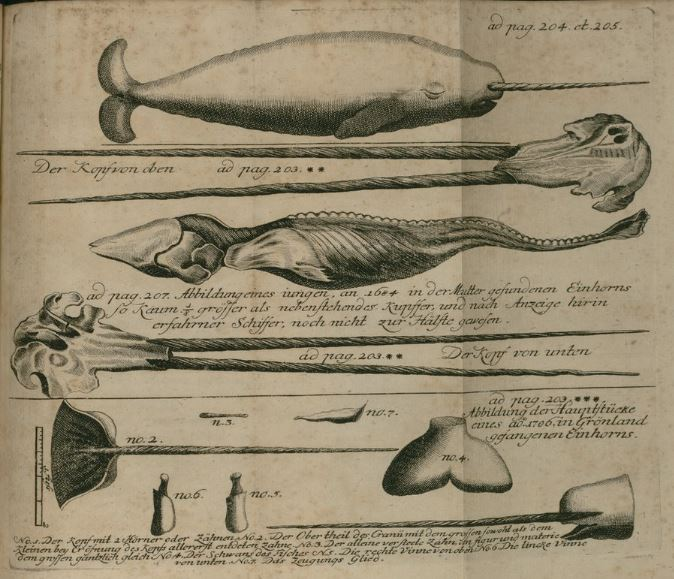
Narwal
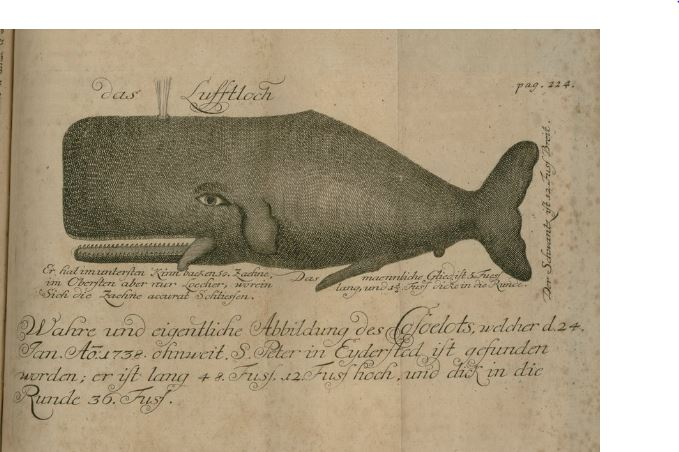
Pottwal